# Zoë Straub
Zoë Straub (Wenen, 1 december 1996) is een Oostenrijkse zangeres.

## Biografie
Straub werd geboren in een muzikaal gezin: haar ouders Christof Straub en Roumina Wilfling vormen samen Papermoon, een folk- en popduo. Op zesjarige leeftijd zong ze een deel van het nummer Doop doop van haar ouders. In 2007 nam Straub deel aan een muziekwedstrijd voor kinderen. Straub liep school aan het Lycée français de Vienne, waar ze negen jaar studeerde.
In 2015 nam ze deel aan de Oostenrijkse preselectie voor het Eurovisiesongfestival, dat dat jaar in haar geboortestad plaatsvond. Met het nummer Quel filou, geschreven door haarzelf en haar vader, eindigde ze op de derde plaats. In oktober van dat jaar bracht ze haar debuutalbum uit, genaamd 'Debut'.
In februari 2016 waagde Straub wederom haar kans op de Oostenrijkse voorronde. Met het nummer Loin d'ici ging ze deze keer wel met de zegepalm aan de haal, waardoor ze haar vaderland mocht vertegenwoordigen op het Eurovisiesongfestival 2016, dat gehouden werd in de Zweedse hoofdstad Stockholm. Het was voor het eerst dat Oostenrijk een Franstalig liedje naar het songfestival stuurde. Zoë behaalde genoeg punten om door te gaan naar de finale. In de finale eindigde ze op de 13de plaats.

## Discografie

### Singles
| Single met hitnotering(en) in de Vlaamse Ultratop 50 | Datum van verschijnen | Datum van binnenkomst | Hoogste positie | Aantal weken | Opmerkingen                          |
| ---------------------------------------------------- | --------------------- | --------------------- | --------------- | ------------ | ------------------------------------ |
| Loin d'ici                                           | 2016                  | 21-05-2016            | tip40*          |              | Inzending Eurovisiesongfestival 2016 |

1957: Bob Martin · 
1958: Liane Augustin · 
1959: Ferry Graf · 
1960: Harry Winter · 
1961: Jimmy Makulis · 
1962: Eleonore Schwarz · 
1963: Carmela Corren · 
1964: Udo Jürgens · 
1965: Udo Jürgens · 
1966: Udo Jürgens · 
1967: Peter Horton · 
1968: Karel Gott · 
1971: Marianne Mendt · 
1972: Milestones · 
1976: Waterloo & Robinson · 
1977: Schmetterlinge · 
1978: Springtime · 
1979: Christina Simon · 
1980: Blue Danube · 
1981: Marty Brem · 
1982: Mess · 
1983: Westend · 
1984: Anita · 
1985: Gary Lux · 
1986: Timna Brauer · 
1987: Gary Lux · 
1988: Wilfried · 
1989: Thomas Forstner · 
1990: Simone · 
1991: Thomas Forstner · 
1992: Tony Wegas · 
1993: Tony Wegas · 
1994: Petra Frey · 
1995: Stella Jones · 
1996: George Nussbaumer · 
1997: Bettina Soriat · 
1999: Bobbie Singer · 
2000: The Rounder Girls · 
2002: Manuel Ortega · 
2003: Alf Poier · 
2004: Tie Break · 
2005: Global Kryner · 
2007: Eric Papilaya · 
2011: Nadine Beiler · 
2012: Trackshittaz · 
2013: Natália Kelly · 
2014: Conchita Wurst · 
2015: The Makemakes · 
2016: Zoë · 
2017: Nathan Trent · 
2018: Cesár Sampson · 
2019: PÆNDA · 
2021: Vincent Bueno · 
2022: LUM!X feat. Pia Maria · 
2023: Teya & Salena · 
2024: Kaleen · 
2025: JJ
- Gemeinsame Normdatei: 1178807703
- International Standard Name Identifier: 0000 0001 3112 0708
- MusicBrainz: c78e9ba0-dd66-4848-84d7-cb22279b1682
- Virtual International Authority File: 101147095070925081689
- WorldCat: E39PBJgCMxcB7BX4XGDGR7WqwC